# Amphicallia thelwalli
Amphicallia thelwalli là một loài bướm đêm thuộc phân họ Arctiinae, họ Erebidae. Nó được tìm thấy ở tây nam châu Phi.
Sải cánh dài khoảng 70 mm.
Larvae of ssp. tigris have been recorded on Crotalaria species.

## Phụ loài
- Amphicallia thelwalli thelwalli (Malawi)
- Amphicallia thelwalli tigris (Kenya, Uganda)
- Amphicallia thelwalli zebra (Tanzania)